# Зенченков, Олег Петрович
Олег Петрович Зенченков (5 января 1975, Харьков) — украинский футболист, нападающий и полузащитник.

## Биография
Воспитанник харьковской ДЮСШ № 13. На взрослом уровне дебютировал в весеннем сезоне 1992 года в первой лиге Белоруссии в составе могилёвского «Сельмаша», сыграв один матч. В осенней части сезона 1992/93 стал автором 11 голов в 15 матчах первой лиги. Весной 1993 года выступал в первой лиге России за АПК (Азов), затем вернулся в свой бывший клуб, переименованный в «Трансмаш».
В ходе сезона 1993/94 перешёл в более сильный клуб из Могилёва — «Торпедо», выступавшее в высшей лиге Белоруссии. Свой первый гол в высшей лиге забил 25 апреля 1994 года в ворота минского «Динамо-93» (2:2). Всего в чемпионате Белоруссии в сезоне 1993/94 и начале сезона 1994/95 сыграл 24 матча и забил три гола.
Осенью 1994 года играл в третьей лиге России за московский ЦСКА-2. В 1995 году перешёл в ижевский «Газовик-Газпром», провёл в команде три сезона во втором и первом дивизионах, сыграв 74 матча и забив 13 голов. В 1995 году со своим клубом стал победителем зонального турнира второго дивизиона. Затем играл за клубы второй лиги Украины — «Металлург» (Новомосковск) и «Арсенал» (Харьков) и в российском первом дивизионе за «Металлург» (Липецк).
В ходе сезона 2000 года перешёл в «Пахтакор». Первые голы в чемпионате Узбекистана забил 27 сентября 2000 года, сделав «дубль» в ворота «Согдианы» (6:1). Всего за сезон сыграл 15 матчей и забил 3 гола, а «Пахтакор» выступил неудачно для себя, заняв лишь седьмое место.
В начале 2001 года перешёл в казахстанский «Женис». Первый матч в чемпионате Казахстана сыграл 28 апреля 2001 года против «Достыка», заменив на 55-й минуте Василия Сепашвили, а свой единственный гол забил 22 июля 2001 года в ворота «Жетысу». Обладатель Кубка Казахстана 2000/01, играл в финальном матче против «Иртыша». По итогам сезона «Женис» стал чемпионом Казахстана, однако футболист не доиграл сезон, перейдя в августе в карагандинский «Шахтёр». Также Зенченков играл в Казахстане в 2004 году за аутсайдера высшей лиги «Акжайык». В общей сложности сыграл в чемпионате Казахстана 35 матчей и забил 1 гол.
В последние годы карьеры помимо Казахстана играл за российский «Локомотив» (Чита) в первом дивизионе и за украинские любительские команды. В 30-летнем возрасте завершил карьеру, затем играл в Харькове за любительские и ветеранские команды.